# 笑傲江湖 (綜藝節目)
笑傲江湖，是中国的喜剧选秀节目，由東方衛視打造的一個喜剧綜藝節目。

## 第一季
| 主持人   | 董成鹏                                       |
| 評審     | 刘仪伟、宋丹丹、吴君如、冯小刚               |
| 播出時間 | 2014年3月16日起，每周日21:00在东方卫视播出。 |
| 冠軍     | 孙建弘                                       |
| 亞軍     | 李奎、李林峰                                 |
| 季軍     | 陈丹丹                                       |

## 第二季
| 主持人   | 孙建弘                                       |
| 評審     | 郭德纲、冯小刚、宋丹丹                       |
| 播出時間 | 2015年9月27日起，每周日21:05在东方卫视播出。 |
| 冠軍     | 刘亮、白鸽                                   |
| 亞軍     | 张霜剑                                       |
| 季軍     | 朱云峰、曹鶴陽                               |

## 第三季
| 主持人   | 百克力                                       |
| 評審     | 郭德纲、冯小刚、宋丹丹                       |
| 播出時間 | 2016年7月17日起，每周日21:00在东方卫视播出。 |
| 冠軍     | 卢鑫、玉浩                                   |
| 亞軍     | 黄景行、胡宏俊、汪珅炅                       |
| 季軍     | 周云鹏                                       |

## 第四季
| 主持人   | 程雷、王冠                                   |
| 評審     | 郭德纲、陈赫、程雷                           |
| 播出時間 | 2019年5月25日起，每周六20:00在东方卫视播出。 |
| 冠軍     | 张聿、霍星辰                                 |